# Heinrich Josef Splieth

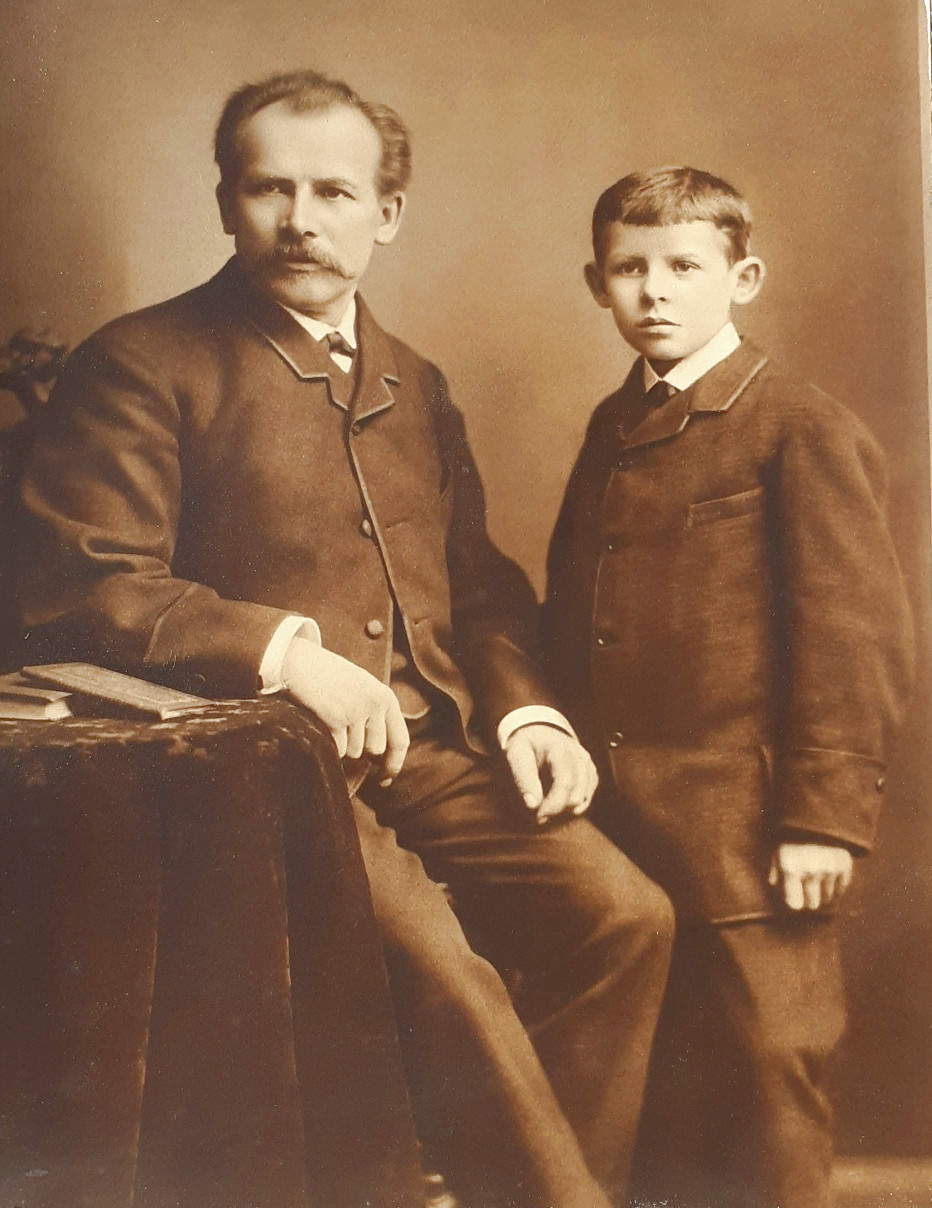
Zwei begnadete Künstler: Vater Heinrich Josef und Sohn Heinrich

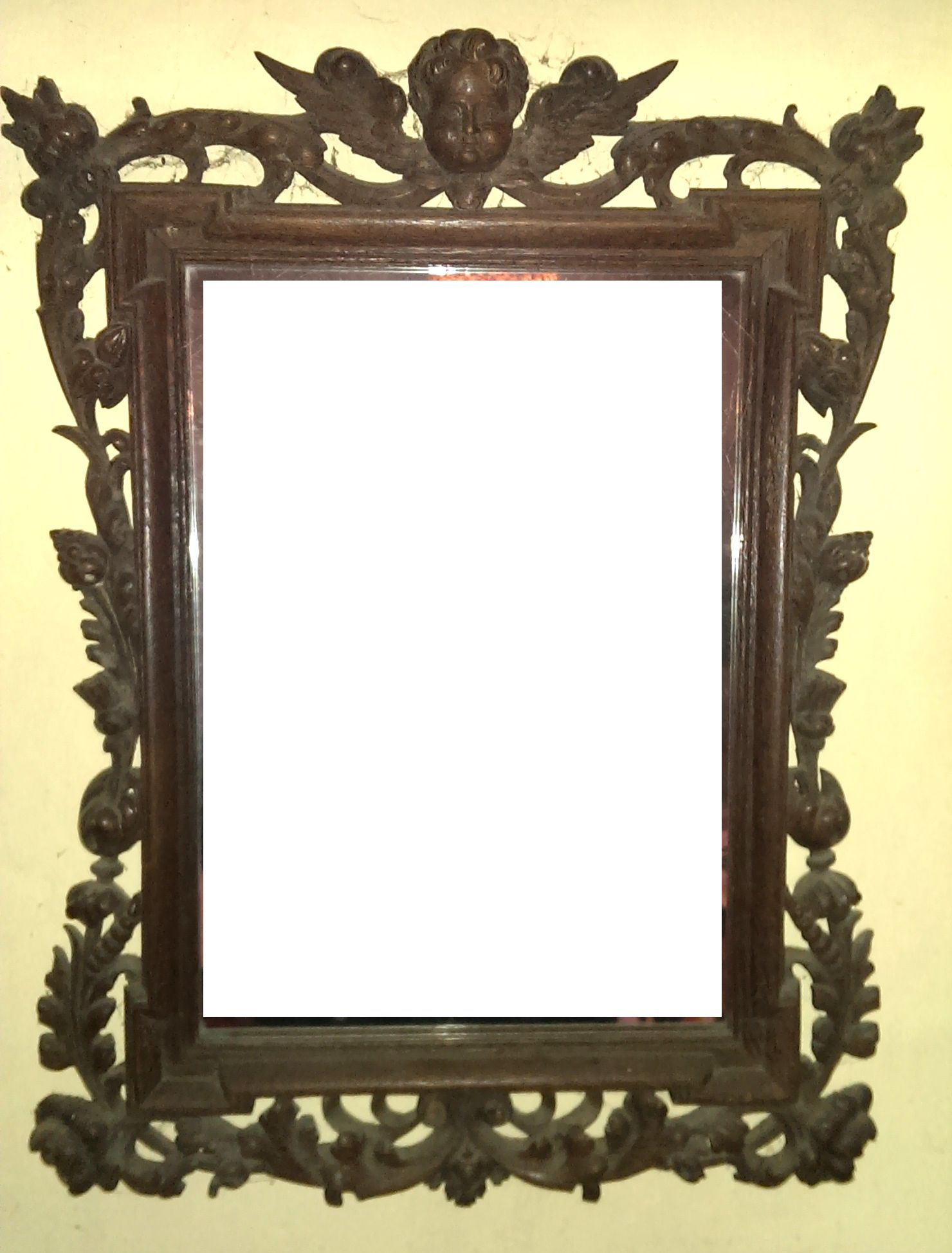
Spiegel mit Rahmen aus Eichenholz – Einzel-Kunstwerk

Heinrich Josef Splieth (* 17. August 1842 in Frauenburg im Ermland; † 2. Februar 1894 in Elbing, Landkreis Elbing) war ein deutscher Holz- und Bildschnitzer sowie Kunsthandwerker.

## Leben
Splieth war der Sohn eines Schuhmachers. Er besuchte die Kunstakademie Königsberg, wo er für seine Kunstwerke drei silberne Medaillen erhielt. Eine davon ist „die große silberne Medaille für Handwerker“ 1864 (siehe Weblinks). Dann zog es ihn hinaus in die Welt.
Schon vor Königsberg ging er über Elbing nach Berlin, wo er 1863 mit 21 Jahren, einen Preis der Preußischen Akademie der Künste für ein Kunstwerk erhielt. Zwei weitere Preise in Königsberg folgten. Sodann wanderte er auf der Walz nach Rom. Auf der Rückwanderung wurde er im Jahr 1869 in Wien mit einer Medaille geehrt. Während der großen Wanderung studierte und arbeitete er außerdem in München und Prag. In Elbing ließ er sich nun als Holzschnitzer nieder. Er führte eine Holzschnitzerwerkstatt in der Spieringstraße mit 20 Gesellen und Lehrlingen.
„Insgesamt schuf er 60 Altäre und 52 Kanzeln“ in Ostpreußen und darüber hinaus, dazu Beichtstühle, Kirchengestühle und Chorbänke, auch Taufbecken und Kruzifixe. Überliefert ist: von Heinrich Splieth stammt die Kanzel der Heiligen-Drei-Könige-Kirche zu Elbing. Im Frauenburger Dom sind noch Schnitzereien an Altar und Chorgestühl von ihm zu sehen. Von ihm stammen Tabernakel, Altarbalustrade, Kanzel und Seitenaltäre in der kath. Kirche zu Riesenburg / Prabuty (siehe Weblinks). Er schuf Büsten sowohl von Kardinal Stanislaus Hosius als auch von der Ehefrau Maria Splieth, geb. Gehse; diese bleiben aber verschollen.
Mehrere Werke von ihm sind in der Diözese Ermland erhalten, unter anderem der Rosenkranz-Gottesmutter-Altar und Hauptaltar in der Kirche St. Jacob in Allenstein (1872), die Kanzel, die Beichtstühle und die Taufbrunnen in Kalkstein, die Nebenaltäre in Tilsit, den Tabernakel in Christburg, die St. Josefs-, Heiliges-Kreuz-, St. Katharina- und Muttergottes-Altar in Guttstadt und drei Altäre zur Kirche in Tiegenhof. Nicht mehr erhalten sind Nebenaltäre in Tilsit und ein Hauptaltar in der Gemeinde Robkojen.
Für die Schlosskirche in Marienburg machte Heinrich Josef Splieth u. a. das große Kruzifix an der Nordwand, für die Stadtkirche St. Johannes daselbst schuf er die Kanzel. Von ihm stammen der Hauptaltar in der Kirche zu Ploskinia (deutsch: Plaßwich), die Kanzeln in der St. Nikolaikirche und in der Kirche Hl. Drei Könige zu Elbląg (deutsch: Elbing). Heinrich Josef Splieth schuf sowohl die architektonischen Strukturen von Retabeln, als auch die darin befindlichen Figuren. Er bevorzugte gotische Elemente. Des Weiteren gilt er als der Schöpfer der neuen Steinelemente im Stadthaus in der Masztowa-Str. 4 in Elbląg.
Im Jahr 1875 erhielt er in Berlin die Ehrenpreismedaille für Fortschritte im Gewerbe. Der unermüdliche Arbeiter, der niemals ausspannte, starb mit 51 Jahren an einem Herzinfarkt bei der Bestattung eines Freundes. Dies war auch das Ende der Holzschnitzerwerkstatt in Elbing, denn niemand hatte die notwendigen Fachkenntnisse, den Betrieb mit 20 Gesellen und Lehrlingen weiterzuführen. „Heinrich Splieth galt als der damals maßgebende Künstler auf dem Gebiet der kirchlichen Bildschnitzerei“. Nebenstehender Spiegel mit Rahmen aus Eichenholz ist das einzig bekannte erhaltene Einzelkunstwerk.
Sein Sohn Heinrich Splieth (1877–1929), wurde ein bekannter Bildhauer.